# قيعان براكليشام
قيعان براكليشام في علم الجيولوجيا عبارة عن سلسلة من الطين الصلصال والمرل بالإضافة إلى الرمل وقيعان من الليجنيت الموجودة من منتصف عصر الإيوسين في حوض نهر هامبشاير في إنجلترا.
وتطورت بدرجة كبيرة في جزيرة وايت على الجانب المقابل للبر الرئيسي؛ واكتسبت ذلك الاسم نتيجة وجودها بأبرشية براكليشام الواقعة في ساسكس. ويتراوح سمك طبقة الرواسب من 100 إلى 400 قدم. وتتوفر رخويات المستحاثات بغزارة، ويمكن أيضًا العثور على الأسماك الأحفورية فضلاً عن ثعابين بالايوفيس وهو ثعبان بحري وسلاحف بوبيجيروس وهي ترسة. وتوجد أيضًا النميات وغيرها من المنخربات.
وتوجد قيعان براكليشام بين صلصال بارتون بالأعلى وقيعان بورنيماوث، باجشوت الدنيا أسفل منها. وفي حوض نهر لندن تتمثل هذه القيعان في طبقات نحيفة من الطين الصلصالي الرملي النحيف في منتصف مجموعة باجشوت الوسطى. وفي حوض نهر باريس توجد طبقات «الحجر الجيري الخشن» على الخط الجيولوجي نفسه.